# Huernia macrocarpa
Huernia macrocarpa conocida como Flor Estrella de Mar es una especie de plantas de la familia Apocynaceae. Nativa de Sudán, Etiopía, Eritrea, Arabia Saudita y Yemen.

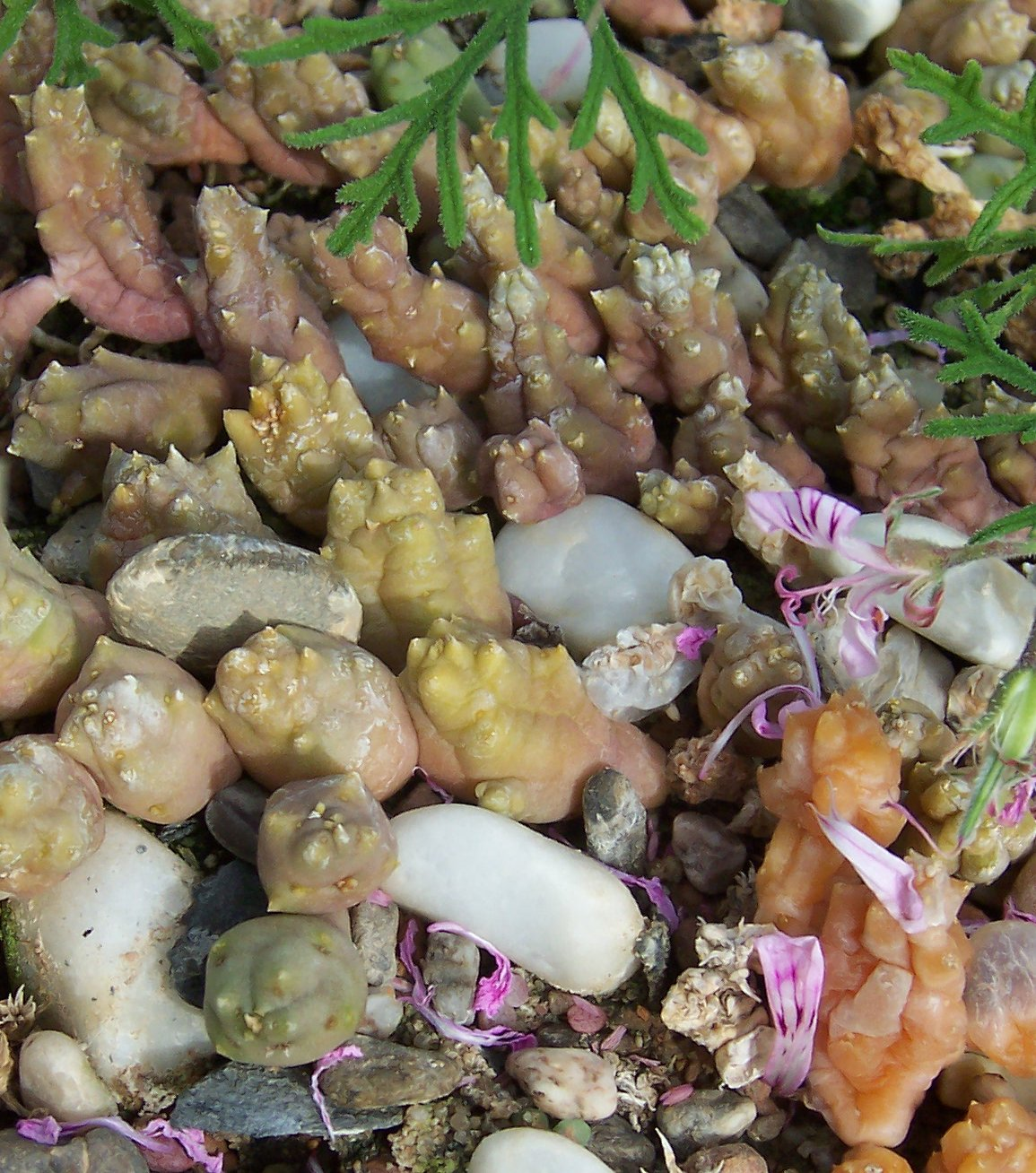
Vista de la planta

## Descripción
Huernia macrocarpa es una planta suculenta con brotes erectos verticales,  que suelen ser compactos y alfombrados. Alcanzan un tamaño de hasta unos 9 cm de alto, con una sección transversal cuadrada de hasta 1,5 cm de diámetro. Las verrugas son pequeñas de 1 cm y cónicas.  Las flores tienen un tallo de 1 cm de largo  y  se doblan ligeramente hacia abajo. Los sépalos de 6-12 x 0,75-1,5 mm. La corola tiene alrededor de 1,5 a 2 cm de diámetro y es en forma de campana. Tiene el interior pardusco a negruzco o amarillento con bandas transversales de color púrpura. El interior de los pétalos es papiloso. Las puntas de la corona son triangulares y de 5-7 mm de largo, están en posición vertical o ligeramente doblada hacia fuera. La corona es de color marrón oscuro a negruzco. Los lóbulos de la corona son transversales rectangulares a cuadrados.  Las polinias sin de color amarillento, el fruto de hasta 17 cm de largo, con un diámetro de hasta 1 cm. A menudo se combina con un tallo leñoso corto.

## Taxonomía
Huernia macrocarpa fue descrita por Schweinf. ex K.Schum. y publicado en Gartenflora 526, f. 108. 1892.